# Besançon
Besançon er en by i det østlige Frankrig med omkring 120.000 indbyggere.
Byen ligger ved floden Doubs og er préfecture (administrativ by) i Doubs-départementet og den historiske hovedby i regionen Franche-Comté.

## Geografi

### Beliggenhed
Besançon ligger 70 km vest for Schweiz og 90 km sydvest for Tyskland.

### Klima
| By                   | Solskinstimer · (t/år) | Regn · (mm/år) | Sne · (d/år) | Tåge · (d/år) |
| -------------------- | ---------------------- | -------------- | ------------ | ------------- |
| Nationale gennemsnit | 1.973                  | 770            | 14           | 40            |
| Besançon             | 1.872                  | 1.108          | 29           | 22            |
| Paris                | 1.630                  | 642            | 15           | 13            |
| Nice                 | 2.668                  | 767            | 1            | 1             |
| Strasbourg           | 1.633                  | 610            | 30           | 65            |
| Brest                | 1.492                  | 1.109          | 9            | 74            |

## Historie
Besançon blev en Fri rigsstad under Det tysk-romerske Rige i 1307, og byen erobret af Frankrig under Den fransk-hollandske krig. Indlemmelsen i Frankrig blev anerkendt ved Freden i Nijmegen i 1678-1679.

## Uddannelse
- École nationale supérieure de mécanique et des microtechniques

## Født i Besançon
- Victor Hugo
- Charles Fourier
- Brødrene Lumière